# Chipping
Chipping – wieś w Anglii, w hrabstwie Lancashire, w dystrykcie Ribble Valley. Leży 52 km na północny zachód od miasta Manchester i 312 km na północny zachód od Londynu. W 2001 miejscowość liczyła 1046 mieszkańców.